# Baeoura ebenina
Baeoura ebenina är en tvåvingeart som beskrevs av Jaroslav Stary 1981. Baeoura ebenina ingår i släktet Baeoura och familjen småharkrankar.
Artens utbredningsområde är Spanien. Inga underarter finns listade i Catalogue of Life.